# غلين نيفين
غلين نيفين هو لاعب كرة قدم بلجيكي في مركز قلب الدفاع، ولد في 8 فبراير 1990 في تونغرين في بلجيكا. لعب مع لوميل يونايتد.

## وصلات خارجية
- غلين نيفين على موقع قاعدة بيانات كرة القدم.إي يو (الإنجليزية)
- غلين نيفين على موقع Soccerway.com (الإنجليزية)